# Казинцев, Александр Иванович
Алекса́ндр Ива́нович Кази́нцев (4 октября 1953, Москва — 7 декабря 2020, Москва) — российский журналист, поэт, прозаик. Заместитель главного редактора журнала «Наш современник» с 1988 года, автор нескольких книг, публицист.

## Биография
Родился 4 октября 1953 года в Москве. В 1977 году окончил факультет журналистики МГУ, в 1981 году — аспирантуру факультета. С 1981 года после знакомства с В. Кожиновым стал сотрудником журнала «Наш современник», с 1991 года — ведущий авторской рубрики «Дневник современника». По собственным словам, пригласил в журнал «академика Игоря Шафаревича, Александра Панарина, Ксению Мяло, Юрия Бородая, независимых интеллектуалов, чьи взгляды сильно отличались как от официальных, так и от ортодоксально-патриотических».
В 1995 году участвовал в выборах в Государственную думу по списку движения «Держава» (не прошло 5-процентный барьер). В 1996 году — доверенное лицо Г. Зюганова по Москве на выборах президента.

## Литературное творчество
Автор шести книг и около 200 публикаций в журналах «Наш современник», «Литературное обозрение», «Вопросы литературы», «Октябрь», газетах «Литературная газета», «Литературная Россия», «Завтра» и др. Среди публицистических книг А. И. Казинцева — «Новые политические мифы» (М., 1990), «Россия над бездной. Дневник современника 1991—1996» (М., 1996), «На что мы променяли СССР? Симулякр, или Стекольное царство» (М., 2004), «Возвращение масс» (М., 2010), «Имитаторы. Иллюзия «Великой России» (М., 2015). Секретарь правления Союза писателей России. Лауреат литературных премий.
Писал также стихи; в молодости, в 1970-е годы, был участником литературной группы «Московское время». В постсоветский период стихи Казинцева неоднократно публиковались в периодике. Первая книга стихов Казинцева, «Сила земли», была составлена самим автором и вышла в свет в день его смерти (М.: Издательство Евгения Степанова; в выходных данных указан 2021 год; ISBN 978-5-91865-624-2). Посмертно вышла книга «Начало», составленная из стихотворений начала 70-х (М.: Вест-Консалтинг, 2021; ISBN 978-5-91865-644-0).
Скончался в ночь на 7 декабря 2020 года. Похоронен на 41 участке Химкинского кладбища рядом с родителями.

## Литературная премия имени Александра Казинцева
После смерти Александра Ивановича для увековечивания его памяти была создана литературная премия имени Александра Казинцева для молодых российских прозаиков, поэтов и критиков. В разные годы лауреатами премии становились: Платон Беседин, Максим Васюнов, Женя Декина, Марианна Дударева, Дарья Ильгова, Станислав Секретов и другие.

## Публикации в журнале «Наш современник»
- Беседа Александра Казинцева с Николаем Рыжковым Архивная копия от 5 марта 2016 на Wayback Machine № 2, 2001
- «Кристаллы времени. 10 лет „Дневника современника“: хроника сопротивления» Архивная копия от 5 марта 2016 на Wayback Machine № 5, 2001
- «Как слышите, Владимир Владимирович?» Архивная копия от 5 марта 2016 на Wayback Machine № 6, 2001
- «Как слышите, Владимир Владимирович?» (окончание) Архивная копия от 14 июля 2020 на Wayback Machine № 7, 2001
- «Три дня в августе» Архивная копия от 5 марта 2016 на Wayback Machine № 8, 2001
- «Государство — это защита» (Беседа с Президентом Приднестровской Молдавской Республики Игорем Смирновым) Архивная копия от 5 марта 2016 на Wayback Machine № 9, 2001
- Беседа Александра с ректором МГУ Виктором Садовничим Архивная копия от 5 марта 2016 на Wayback Machine № 11, 2001
- «Евреи, русские и Солженицын» (Беседа с публицистом Виктором Кожемяко) Архивная копия от 12 июля 2020 на Wayback Machine № 12, 2001
- «Big boom» Архивная копия от 5 марта 2016 на Wayback Machine № 3, 2002
- «Big boom» (окончание) Архивная копия от 5 марта 2016 на Wayback Machine № 4, 2002
- Беседа Казинцева с губернатором Брянской области Ю. Лодкиным Архивная копия от 5 марта 2016 на Wayback Machine № 7, 2002
- «Цель США — хаос в мире» (Беседа Александра Казинцева с генерал-полковником Леонидом Ивашовым) Архивная копия от 5 марта 2016 на Wayback Machine № 9, 2002